# Interdependenz der Ordnungen
Die gegenseitige Abhängigkeit bzw. Interdependenz der Ordnungen beruht auf der Theorie von Walter Eucken zur Sozialen Marktwirtschaft. 
Eucken fordert, dass entwicklungsökonomische Konzepte zur Gestaltung der Gesellschaft von der Erkenntnis der wechselseitigen Beeinflussung und untrennbaren gegenseitigen Durchdringung der „Ordnungen“ getragen werden müssen. Diese Ordnungen sind insbesondere die gesellschaftliche Ordnung, die wirtschaftliche Ordnung und die politische Ordnung.
Für Eucken sind die Freiheit des Individuums, gewaltenteilende Demokratie und Wettbewerbswirtschaft aufeinander angewiesen und auf Dauer nur gemeinsam realisierbar: Die Freiheit des Individuums ist nach Eucken immer dort gefährdet, wo es zur Konzentration von Macht kommt. Zugleich führt die Entwicklung von wirtschaftlichen Machtpositionen (in Kartellen, Monopolen und ähnlichen Strukturen, aber auch in Zentralverwaltungswirtschaften) unweigerlich zur Aushebelung demokratischer Machtkontrolle; umgekehrt kann wirtschaftliche Freiheit auf Dauer nur dort bestehen, wo auch politische Freiheit und eine demokratische Kontrolle des Staates besteht.